# Lili Golestan

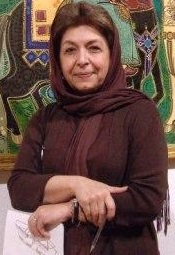
Lili Golestan in ihrer Galerie (2007), Foto: Masih Azarakhsh

Lili Golestan Taghavi Shirazi (persisch لیلی گلستان; geboren am 14. Juli 1944 in Teheran) ist eine iranische Übersetzerin, Autorin, Kunstsammlerin und Kuratorin. Sie ist die Inhaberin der Golestan Gallery in Teheran.

## Leben

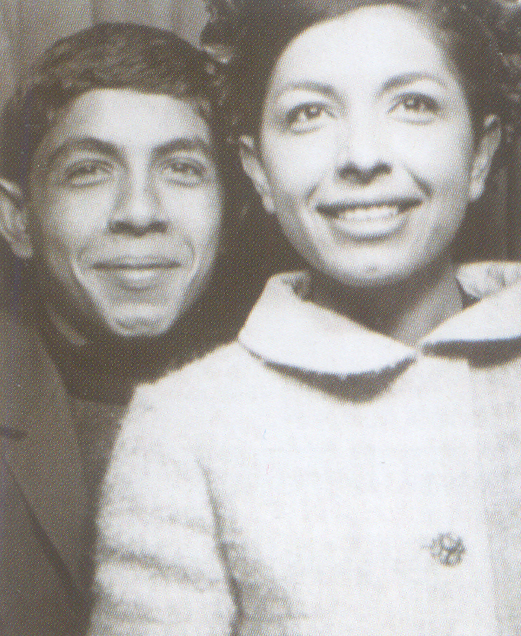
Lili mit ihrem Bruder, Kaveh Golestan (1970)

Lili Golestan wuchs in Teheran auf und verbrachte einige sehr prägende Jahre in Abadan, wo ihr Vater arbeitete, der Filmemacher und Schriftsteller Ebrahim Golestan. Ihre Mutter ist Fakhri Golestan, die Cousine von Ebrahim. Der durch eine Landmine im Jahr 2003 ums Leben gekommene Fotoreporter Kaveh Golestan ist ihr Bruder.
Ihr Elternhaus galt als Treffpunkt von Künstlern und Intellektuellen, die Beschäftigung mit Kunst und Literatur war ihr daher seit frühester Kindheit vertraut.
1968 heiratete sie den Filmemacher Nemat Haghighi, von dem sie sich bereits 1974 trennte, nach nur sechsjähriger Ehe. Das Paar hat drei Kinder: die Tochter Dr. Sanam Haghighi, welche heute als Juristin tätig ist, Mahmud Haghighi und der Filmemacher Mani Haghighi. Die Kinder zog Lili Golestan nach der Trennung allein auf.

## Künstlerische Laufbahn
Nach dem Abschluss der höheren Schule ging Lili Golestan nach Paris und studierte Kostüm- und Textildesign an der École nationale supérieure des arts décoratifs und besuchte zeitgleich Vorlesungen über Kunstgeschichte und französische Literatur an der Sorbonne. Vier Jahre später kehrte sie zurück nach Iran und nahm eine Stelle als Textildesignerin bei der Moghaddam Textilfabrik an.
Kurze Zeit danach, um 1962 herum, arbeitete sie als Kostümbildnerin für TV-Produktionsgesellschaften und das iranische Staatsfernsehen. Daneben führte sie auch bei einigen Kindersendungen Regie. Nach sieben Jahren, 1969, gab sie ihre Tätigkeit für das Fernsehen auf und veröffentlichte ihre erste Romanübersetzung in Persisch, Nichts und Amen (Niente e così sia) von Oriana Fallaci.
Sie übersetzt seitdem aus dem Französischen, gelegentlich auch aus dem Italienischen, Spanischen und Griechischen. Zu den Genres zählen Romane, Biografien und Lyrik.
In den Jahren 1981 bis 1987 betrieb Lili Golestan eine Buchhandlung in Teheran, Ketab-e-Iran, die sie 1988 in die Galerie Golestan verwandelte. Die Galerie gilt heute als die älteste noch existierende Kunstgalerie in Teheran. Sie folgt dabei insbesondere der Zielsetzung, junge iranische Künstler zu entdecken und zu fördern und ihnen eine Plattform zu geben, um ihre Kunst zu verkaufen.
Lili Golestan hat sich wiederholt öffentlich gegen Zensur in Kunst und Literatur ausgesprochen.

## Auszeichnungen
Am 17. November 2014 wurde sie vom französischen Botschafter in Iran, Bruno Foucher, für ihre Übersetzungstätigkeit insbesondere französischsprachiger Autorinnen und Autoren mit Frankreichs höchster Auszeichnung für besondere Verdienste um das Bildungswesen geehrt, dem Ordre des Palmes Académiques.

## Übersetzungen
- Andrew Andry: Woher die kleinen Kinder kommen (How Babies are Made)
- Oriana Fallaci: Nichts und Amen (Niente e così sia)
- The Strange Story of Spermato
- Eugène Ionesco: Geschichten für Kinder unter drei Jahren. 3. Geschichte Nummer 3 (Conte 3 pour enfants de moins de 3 ans)
- Christopher Frank: Mortelle
- Maurice Druon: Tistou mit den grünen Daumen (Tistou les pouces verts)
- Zwei Stücke aus dem alten China
- Sohrab Sepehri Poet - Painter
- Gabriel García Márquez: Chronik eines angekündigten Todes (Crónica de una muerte anunciada)
- Miguel Ángel Asturias: El Hombre Que Lo Tenia Todo Todo Todo
- Gabriel García Márquez: Der Geruch der Guayave: Gespräche mit Plinio Apuleya Mendoza (El olor de la Guayaba. Conversaciones con Gabriel García Márquez)
- Giannis Ritsos: Hellenism
- Romain Gary: L'homme à la colombe
- Leonardo da Vinci Stories and Myths
- Jean Giraudoux: Undine (Ondine)
- Italo Calvino: Wenn ein Reisender in einer Winternacht (Se una notte d'inverno un viaggiatore)
- Hekayat-e Hal (The Story of My Condition Now), ein langes Interview mit Ahmad Mahmoud
- Italo Calvino: Sechs Vorschläge für das nächste Jahrtausend: Harvard-Vorlesungen (Lezioni americane: Sei proposte per il prossimo millennio)
- Ein zweibändiges Buch über Ali Hatami und sein Werk
- Interview mit Marcel Duchamp, Pierre Cabanne
- Ludwig Wittgenstein: Bemerkungen über die Farben (Remarks on Colour)
- Françoise Gilot: Leben mit Picasso (Life with Picasso)
- David Hockney: Picasso
- Sean Scully: Mark Rothko. Corps de lumière
- Van Gogh, Gauguin
- Marcel Duchamp spricht über Readymades

## Publikationen als Autorin
- Majmooaye Honarhaye Tajasomi Moaser
- (2019) Lili Golestan’s Private Collection
- The Oral History of Iran’s Contemporary Art[10]

## Weiterführende Links
- Lili Golestan bei IMDb
- Offizielle Website der Golestan Gallery
- Tehran Roundtable. In: bidoun.org. Interview u. a. mit Lili Golestan über zeitgenössische iranische Kunst
- Book Lunch „Blade, warp and weft, conversation between Lili Golestan & Neda Razavipour“ auf vimeo.com aus dem Jahr 2009 (veröffentlicht 2016).